# Restelica
Restelica (albanisch auch Restelicë, serbisch-kyrillisch Рестелица) ist ein Dorf im Süden des Kosovo in der Gemeinde Dragash. Es zählt traditionell zur Region Gora. Mit knapp 4700 Einwohnern ist es die größte Ortschaft der Gemeinde.

## Geschichte

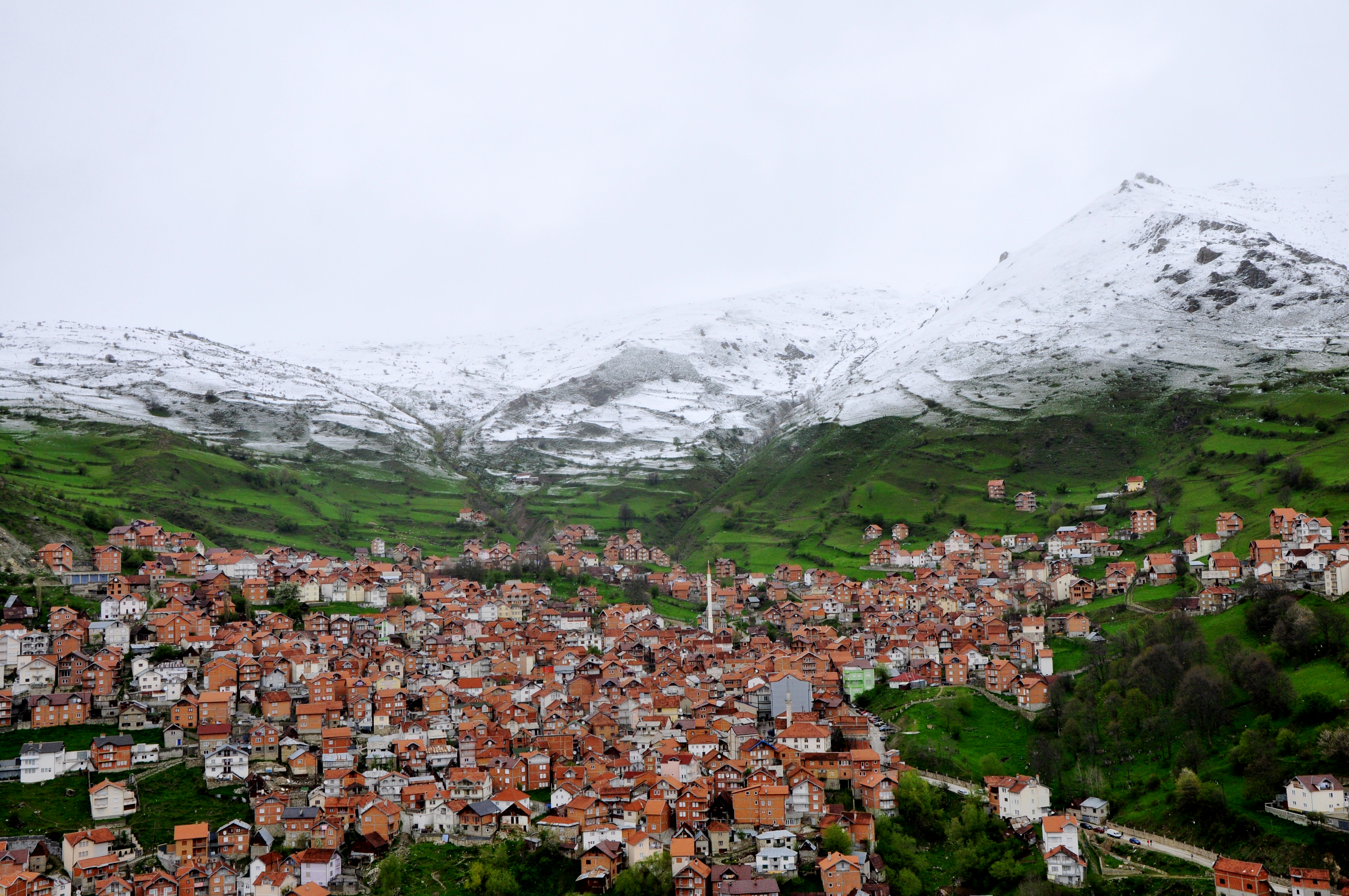
Ansicht auf Restelica (2014)

Nach der Eroberung des Kosovos durch das Königreich Serbien im Ersten Balkankrieg 1912 richtete die serbische Regierung eine Militärverwaltung vor Ort ein. Dabei wurde Restelica allein zu einer eigenständigen Gemeinde ernannt. Diese war Teil des Srez Gora innerhalb des Okrug Prizren. Am 6. Januar 1929 wurde diese Verwaltungsgliederung aufgelöst, woraufhin das Gebiet Teil der neu geschaffenen Vardarska banovina innerhalb des Königreichs Jugoslawien wurde. Zudem eröffnete man in Restelica 1912 eine serbische Schule.

## Bevölkerung
Laut der letzten Volkszählung 2011 leben im Dorf 4698 Menschen. 2739 (58,30 %) rechneten sich den Goranen zu und 1564 (33,29 %) den Bosniaken. 172 (3,66 %) deklarierten sich als Albaner, 55 (1,17 %) als Türken und 102 (2,17 %) ordneten sich einer anderen Ethnie zu.

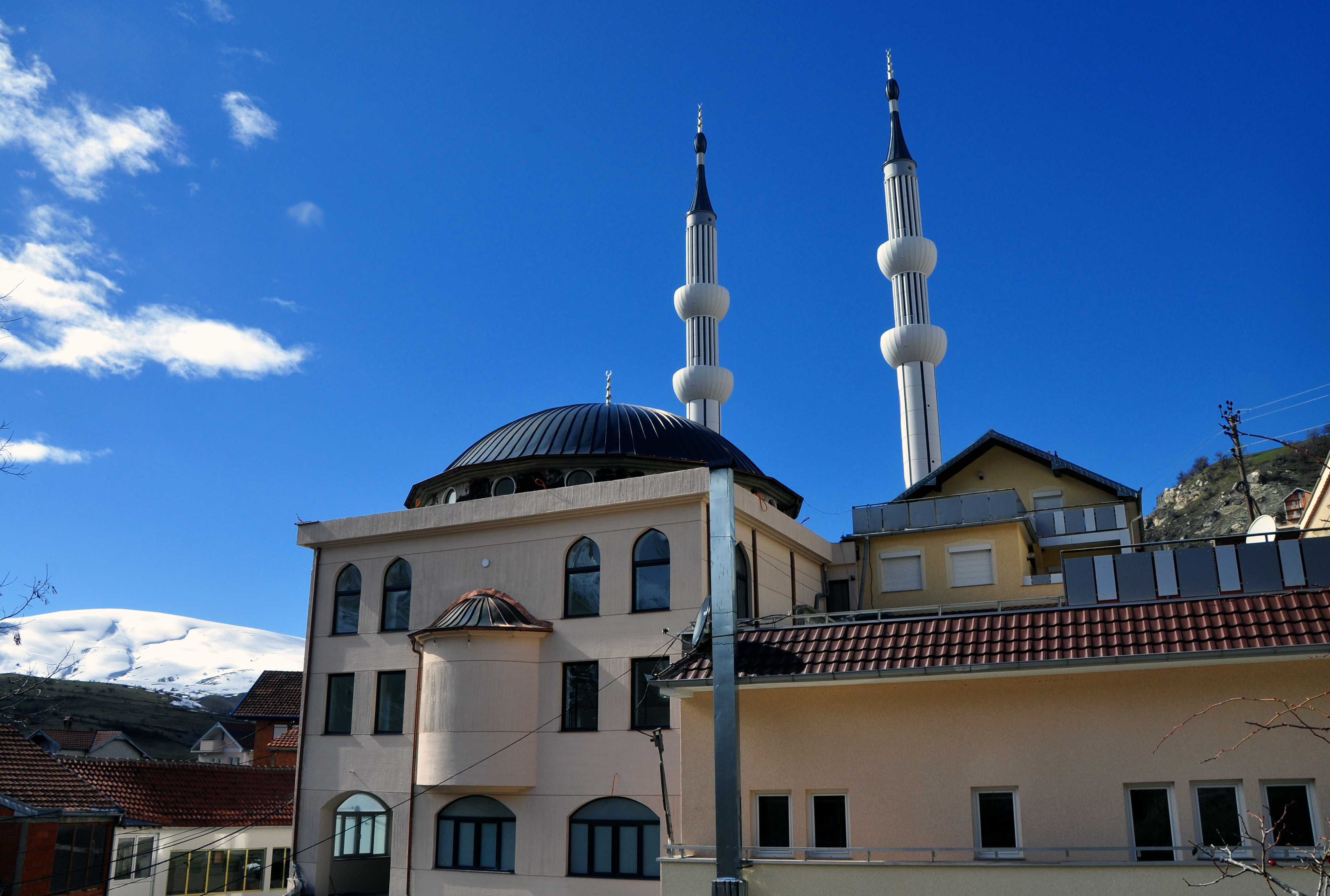
Moschee in Restelica (2018)

Mit 4691 Personen (99,85 %) waren fast alle Dorfbewohner Muslime.

### Sprache und Schulbildung
In der Gora wird ein lokaler Dialekt des Torlakischen gesprochen, den die Goranen selbst Našinski nennen. Die zum Serbokroatischen zählende Dialektgruppe des Torlakischen bildet ein übergehendes Dialektkontinuum zur mazedonischen beziehungsweise bulgarischen Sprache. Die Schulbildung in Restelica erfolgt in den beiden serbokroatischen Varietäten Serbisch und Bosnisch: Die serbischsprachigen Klassen folgen dem Lehrplan des serbischen Staates, während die bosnischsprachigen Klassen gemäß Lehrplan der Republik Kosovo unterrichtet werden. In der Regel schicken die goranischen Eltern ihre Kinder zum serbischen Unterricht, wohingegen die Kinder der sich als Bosniaken bezeichnenden Eltern am bosnischen Unterricht teilnehmen.
| Zensus    | 1919 | 1948 | 1953 | 1961 | 1971 | 1981 | 1991 | 2011 |
| --------- | ---- | ---- | ---- | ---- | ---- | ---- | ---- | ---- |
| Einwohner | 525  | 1393 | 1471 | 1772 | 2576 | 3476 | 4274 | 4698 |